# Camenta excisa
Camenta excisa är en skalbaggsart som beskrevs av Frey 1975. Camenta excisa ingår i släktet Camenta och familjen Melolonthidae. Inga underarter finns listade.